# Sesgo estadístico
En estadística se llama sesgo de un estimador a la diferencia entre su esperanza matemática y el valor numérico del parámetro que estima. Un estimador cuyo sesgo es nulo se llama insesgado o centrado.
En notación matemática, dada una muestra {\displaystyle x_{1},\dots ,x_{n}} y un estimador {\displaystyle T(x_{1},\dots ,x_{n})\,} del parámetro poblacional {\displaystyle \theta \,}, el sesgo es:

{\displaystyle E(T)-\theta \,}

El no tener sesgo es una propiedad deseable de los estimadores. Una propiedad relacionada con esta es la de la consistencia: un estimador puede tener un sesgo pero el tamaño de este converge a cero conforme crece el tamaño muestral.
Dada la importancia de la falta de sesgo, en ocasiones, en lugar de estimadores naturales se utilizan otros corregidos para eliminar el sesgo. Así ocurre, por ejemplo, con la varianza muestral.